# Hermann Dyck
Pour les articles homonymes, voir Dyck.
Hermann Dyck (né le 10 avril 1812 à Wurtzbourg, mort le 25 mars 1874 à Munich) est un peintre, graveur et dessinateur bavarois.

## Biographie
Hermann Dyck se fait connaître comme peintre d'architecture à Munich. Mais il se fait remarquer aussi pour son talent satirique dans le journal Fliegende Blätter. En 1854, il prend la direction de l'école d'artisanat de Munich, qui devient une institution d'État en 1868.